# Маахес
Маахес (также Михос или Махес; егип. m3ḥs3)— в древнеегипетской мифологии львиноголовый бог войны, грозы, бури и испепеляющей жары. Его имя означает «тот, кто правдив рядом с ней».

## Имя
Имя Маахес начинается с иероглифов, обозначающих самца льва, буквально они переводятся как «[тот кто может] видеть впереди». Тем не менее, первый символ так же является частью обозначения «Маат», то есть истины и порядка - отсюда трактовка имени как "тот, кто истинный рядом с ней": Маахес считался богом, карающим виновного и защитником невинных. Другое понимание имени - "свирепый лев".
Титулами Маахеса были: «Господин убиенных», «дикосмотрящий лев», «[тот, кто] радуется крови», «Властитель ножа» и "Огненный (красный) бог".

## Изображения
Маахеса изображали в виде человека с головой льва: иногда в обеих руках он держал ножи, носил либо двойную корону «пшент», либо корону «атеф». Порой Маахеса отождествляли с Нефертумом, и рядом с ним лежал букет лотосов. Также Маахеса изображали как льва, пожирающего пленных.

## Происхождение

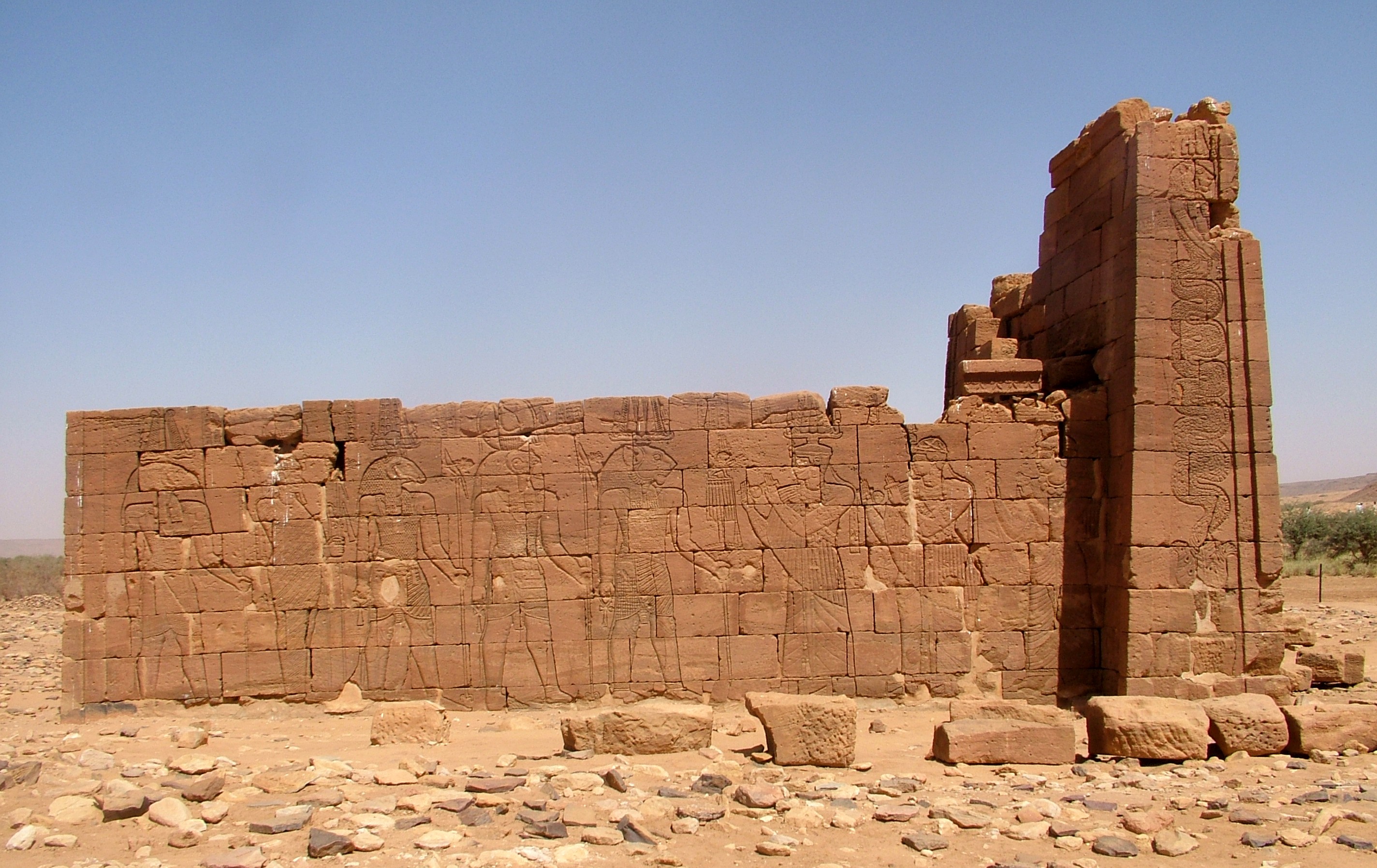
Бог Апедемак с короной Хемхемет. Храм Нага в Нубии (Судан).

Первые письменные упоминания о Маахесе появились в период Нового царства. Некоторые египтологи полагают, что Маахес был иноземного происхождения; и действительно существуют некоторые доказательства того, что он возможно был богом-львом Апедемаком, которому поклонялись в Нубии и Западной пустыне Египта.
Отцом Маахеса считали бога солнца Ра, уже отождествлённого с Атумом, либо Птаха, а матерью - либо богиню-кошку Баст (покровительницу Нижнего Египта), либо богиню войны Сехмет (покровительницу Верхнего Египта). Маахес стал богом-защитником Египта, и в качестве сына Ра, сражался со змеем Апопом во время ночного путешествия Ра.
Считается, что атрибуты силы львиноголовых божеств ассоциировались с властью фараонов, поэтому в дальнейшем львы стали почитаться как покровители Египта. Иероглиф "лев" использовался в Египте при написании таких слов как «принц», «главный», «сила» и «власть».
Маахеса египтяне ассоциировали с войной и неблагоприятной погодой, с цветами лотоса, и в то же время воспринимали как пожирателя пленных. Этого бога часто изображали с ножами в обеих руках. Основные места его культа были сосредоточены в Нижнем Египте: Тарему (Леонтополь) и Бубастисе (Пер-Баст).В Верхнем же Египте центром поклонения был Афродитополь. В более позднее, греко-римское время он также почитался в Эдфу, Дендере, на острове Филы, в Нубии и таких оазисах Ливийской пустыни, как Бахария.

## Священные животные

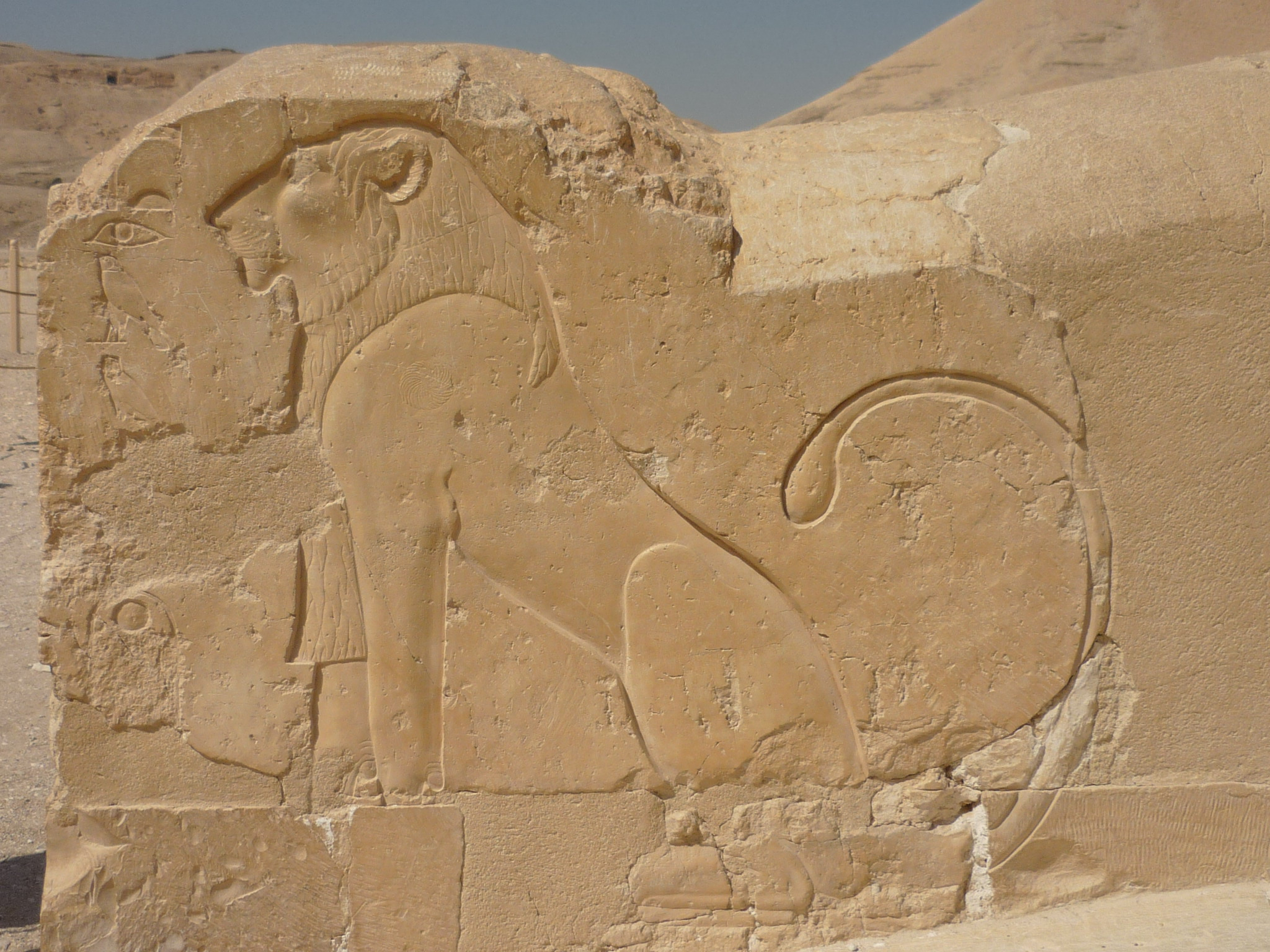
Барельеф с изображением льва в храме Хатшепсут.

В храмах города Тарему, где поклонялись Маахесу, содержали прирученных львов. Храм Маахеса располагался рядом с храмами богинь Баст и Сехмет. Древнегреческий историк Клавдий Элиан писал:
«В Египте поклоняются львам, и там есть город названный в честь них. (…) Львы имеют храмы и многочисленные места в которых бродят; плоть волов поставляется им ежедневно (…) и львы едят под звуки египетских песен».
Так стало известно греческое название города Леонтополя.
Иногда в гробницах высокопоставленных египетских вельмож находят мумии львов. Предполагается, что они также символизируют Маахеса, который должен защищать умершего в путешествии через загробный мир. С той же целью использовали и фигурки-амулеты в виде самого божества.